# Флаги автономных сообществ Испании
Флаги автономных сообществ и автономных городов являются, наряду с гербами, официальными символами административных единиц Испании. Многие из них имеют глубокие исторические корни, но некоторые появились лишь в XX веке. Тем не менее, все они официально утверждены в качестве официальных символов соответствующих регионов только в конце 1970-х — начале 1990-х. Связано это с тем, что только после смерти Франсиско Франко в 1975 стремление испанских провинций к автономии получили возможность реализоваться. Выражались эти устремления в том числе и в создании, а затем и официальном принятии региональных символов — флагов и гербов. Первыми на этом поприще стали давно стремившиеся к независимости или хотя бы автономии баски, официально утвердившие свой давний символ — Икурринью — в 1978. За ними последовала Каталония. В 1980-е практически все автономные сообщества приняли собственные флаги. Последней стала Астурия, утвердившая флаг в 1990. В 1995 флаги получили и автономные города Сеута и Мелилья.
| Изображение | Флаг                               | Регион              | Принят          |
| ----------- | ---------------------------------- | ------------------- | --------------- |
|             | Флаг Андалусии                     | Андалусия           | 8 ноября 1983   |
|             | Флаг Арагона                       | Арагон              | 16 апреля 1984  |
|             | Флаг Астурии                       | Астурия             | 19 декабря 1990 |
|             | Флаг Балеарских островов           | Балеарские острова  | 1 марта 1983    |
|             | Флаг Страны Басков                 | Страна Басков       | 18 декабря 1978 |
|             | Флаг Валенсии                      | Валенсия            | 1 июля 1982     |
|             | Флаг Галисии                       | Галисия             | 29 мая 1984     |
|             | Флаг Канарских островов            | Канарские острова   | 10 августа 1982 |
|             | Флаг Кантабрии                     | Кантабрия           | 22 декабря 1984 |
|             | Флаг Кастилии — Ла-Манчи           | Кастилия — Ла-Манча | 10 августа 1986 |
|             | Флаг Кастилии и Леона              | Кастилия и Леон     | 25 февраля 1983 |
|             | Флаг Каталонии                     | Каталония           | 18 декабря 1979 |
|             | Флаг автономного сообщества Мадрид | Мадрид              | 23 декабря 1983 |
|             | Флаг Мурсии                        | Мурсия              | 9 июня 1982     |
|             | Флаг Наварры                       | Наварра             | 10 августа 1982 |
|             | Флаг Риохи                         | Риоха               | 9 июня 1982     |
|             | Флаг Эстремадуры                   | Эстремадура         | 26 февраля 1983 |
|             | Флаг Сеуты                         | Сеута               | 14 марта 1995   |
|             | Флаг Мелильи                       | Мелилья             | 13 марта 1995   |